# أريبرت الثاني ملك اللومبارد
أريبرت الثاني كان دوق تورين ومن ثم ملك اللومبارد بين 701-712.